# Tyrone Wallace
Tyrone Wallace Jr. (10 de junho de 1994) é um jogador norte-americano de basquete profissional que atualmente joga pelo Agua Caliente Clippers, da NBA G League. Foi selecionado pelo Utah Jazz na segunda rodada do draft da NBA em 2016.